# Walter Kexel
Walter Kexel (* 8. Oktober 1961 in Frankfurt am Main; † 15. März 1985 ebenda; abweichende Schreibweise Walther Kexel) war ein deutscher Rechtsextremist und mit Odfried Hepp Teil der Hepp-Kexel-Gruppe, die terroristische Anschläge gegen in Deutschland stationierte US-Soldaten beging.

## Details
Kexel war Mitglied der Volkssozialistischen Bewegung Deutschland/Partei der Arbeit und der Wehrsportgruppe Hoffmann. Zusammen mit Hepp verfasste er ein programmatisches Papier für die Rechte mit dem Titel Abschied vom Hitlerismus. Darin forderten sie einen antiimperialistischen Befreiungskampf und boten der RAF den Schulterschluss zum gemeinsamen Kampf an. Im Jahr 1980 plante Kexel gemeinsam mit Frank Schubert und weiteren Neonazis die Ermordung des hessischen Innenministers Ekkehard Gries. Der Plan scheiterte zweimal.
Mit Peter Naumann und Odfried Hepp plante er 1982 einen Sprengstoffanschlag auf das Kriegsverbrechergefängnis Spandau. Der Plan scheiterte an gruppeninternen Streitigkeiten. 1983 wurde er nach fünf Banküberfällen und mehreren Anschlägen in Frankfurt festgenommen.
In der Nacht nach seiner Verurteilung zu einer Freiheitsstrafe von 14 Jahren durch das Oberlandesgericht Frankfurt am Main erhängte er sich in seiner Zelle.